# Lista de património edificado em Lisboa
Esta lista é uma sublista da Lista de património edificado em Portugal para Lisboa, baseada nas listagens do IGESPAR de Março de 2005 e atualizações.
Legenda:
- Os monumentos podem eventualmente ter várias designações, sendo estas separadas nesse caso pela contracção "ou";
- Por vezes vários edifícios fazem parte de uma mesma classificação patrimonial, sendo nesse caso separados pela contracção "e";
- A existência de dois graus de classificação diferente para um mesmo monumento (usualmente VC e outro) significa que este aguarda uma classificação definitiva, se bem que tenha sido homologado com o grau indicado (ex: VC-IIP é um imóvel em vias de classificação, homologado com o grau de Imóvel de Interesse Público).

Observação: São preservadas as denominações adoptadas pelo IGESPAR, mesmo que elas apresentem outras alternativas. Nestes casos há redireccionamento para aquela em que o artigo está redigido, podendo ou não esta designação aparecer na lista.

## Lista
| ID       | Designações | Categoria              | Tipologia                                   | Freguesia               | Grau | Ano  | Coordenadas                           | Imagem       |
| -------- | --- | ---------------------- | ------------------------------------------- | ----------------------- | ---- | ---- | ------------------------------------- | ------------ |
| 70252    | Palácio Nacional da Ajuda ou Paço da Ajuda | Arquitectura civil     | Palácio                                     | Ajuda                   | MN   | 1910 | 38.707635° N 9.19829° O               | Mais imagens |
| 70253    | Igreja da Memória ou Igreja de Nossa Senhora do Livramento e de São José | Arquitectura religiosa | Igreja                                      | Ajuda                   | MN   | 1923 | 38.703° N 9.202068° O                 |              |
| 70889    | Moinhos do Casalinho da Ajuda | Arquitectura civil     | Moinho                                      | Ajuda                   | SPL  | 1991 | 38.710283° N 9.192509° O              |              |
| 70890    | Convento e Igreja de Nossa Senhora da Boa Hora | Arquitectura religiosa | Convento                                    | Ajuda                   | VC   | 1991 | 38.704085° N 9.194628° O              |              |
| 70891    | Fornos de El-Rei | Arquitectura civil     | Forno                                       | Ajuda                   | SPL  | 1989 |                                       |              |
| 70893    | Vila Pedro Teixeira | Arquitectura civil     | Vila                                        | Ajuda                   | SPL  | 1991 | 38.710386982693° N 9.1995692253113° O |              |
| 70894    | Ermida de Nosso Senhor do Cruzeiro ou Capela de Nosso Senhor do Cruzeiro | Arquitectura religiosa | Capela                                      | Ajuda                   | SPL  | 1991 |                                       |              |
| 72758    | Zona circundante do Palácio Nacional da Ajuda (Jardim das Damas, Salão de Física, Torre Sineira, Paço Velho e Jardim Botânico) | Arquitectura civil     | Área urbana                                 | Ajuda                   | IIP  | 1944 | 38.70644582° N 9.20084838° O          | Mais imagens |
| 70863    | Quinta do Monte do Carmo ou Jardim do Monte do Carmo | Arquitectura civil     | Quinta                                      | Alcântara               | SPL  | 1991 |                                       |              |
| 70864    | Palacete da Ribeira Grande ou Escola Secundária Rainha D. Amélia | Arquitectura civil     | Palácio                                     | Alcântara               | SPL  | 1991 |                                       |              |
| 70865    | Edifício da Administração do Porto de Lisboa ou Palacete Ponte ou Palacete dos Condes da Ponte | Arquitectura civil     | Edifício                                    | Alcântara               | SPL  | 1991 |                                       |              |
| 71201    | Capela de Santo Amaro | Arquitectura religiosa | Capela                                      | Alcântara               | MN   | 1910 | 38.702112° N 9.182679° O              |              |
| 71202    | Palácio Vale Flor, Hotel Carlton | Arquitectura civil     | Palácio                                     | Alcântara               | MN   | 1997 | 38.703291° N 9.186288° O              | Mais imagens |
| 71937    | Palácio Sabugosa e Jardins | Arquitectura civil     | Palácio                                     | Alcântara               | VC   | 1998 | 38.702951° N 9.1801° O                |              |
| 71938    | Companhia de Fiação e Tecidos Lisbonense | Arquitectura civil     | Fábrica                                     | Alcântara               | VC   | 1999 |                                       |              |
| 73589    | Tapada da Ajuda (conjunto intra-muros) | Arquitectura civil     | Tapada                                      | Alcântara               | IIP  | 2002 | 38.708167° N 9.180634° O              |              |
| 74410    | Palácio da Ega, Arquivo Histórico Ultramarino ou do Ultramar | Arquitectura civil     | Palácio                                     | Alcântara               | IIP  | 1950 | 38.700005° N 9.189774° O              |              |
| 74411    | Palácio Burnay ou Palácio dos Patriarcas | Arquitectura civil     | Palácio                                     | Alcântara               | IIP  | 1982 | 38.699972° N 9.184695° O              | Mais imagens |
| 74412    | Escola Industrial do Marquês de Pombal ou Escola Secundária de Fonseca Benevides | Arquitectura civil     | Fábrica                                     | Alcântara               | IIP  | 1984 | 38.705711° N 9.176665° O              |              |
| 74413    | Quinta das Águias, Quinta de Diogo de Mendonça, Quinta do Visconde da Junqueira, Quinta do Professor Lopo de Carvalho ou Quinta dos Côrte-Real | Arquitectura civil     | Quinta                                      | Alcântara               | IIP  | 1996 | 38.69953176° N 9.19051504° O          |              |
| 74414    | Standard Eléctrica, Standard Eléctrica Sociedade Anónima Portuguesa ou Orquestra Metropolitana de Lisboa (proprietário actual) | n/a                    | n/a                                         | Alcântara               | IIP  |      | 38.69930594° N 9.18159174° O          | Mais imagens |
| 330115   | Gare Marítima de Alcântara ou Estação Marítima de Alcântara | Arquitectura civil     | Estação marítima                            | Alcântara               | MIP  | 2012 | 38.700901° N 9.17309° O               |              |
| 330140   | Gare Marítima da Rocha do Conde de Óbidos ou Estação Marítima da Rocha do Conde de Óbidos | Arquitectura civil     | Estação marítima                            | Alcântara               | MIP  | 2012 |                                       |              |
| 12569400 | Edifício Pedro Álvares Cabral , antigos Armazéns Frigoríficos do Bacalhau, actual Museu do Oriente | Arquitectura civil     | Armazém                                     | Alcântara               | MIP  | 2010 | 38.70289936° N 9.17057422° O          |              |
| 17715624 | Casa da Junqueira, ou Palacete Polignac de Barros, incluindo o jardim, a casa de fresco e as construções anexas | nd                     | nd                                          | Alcântara               | VC   | 2014 |                                       |              |
| 70417    | Cruzeiro das Laranjeiras | Arquitectura religiosa | Cruzeiro                                    | Alvalade                | MN   | 1910 | 38.759869° N 9.155887° O              |              |
| 73014    | Palácio do Conde de Vimioso | Arquitectura civil     | Palácio                                     | Alvalade                | IIP  | 1967 | 38.75994° N 9.155611° O               | Mais imagens |
| 73015    | Casa da Quinta da Pimenta ou Casa da Madre Paula | Arquitectura civil     | Casa                                        | Alvalade                | IIP  | 1936 | 38.758452° N 9.156664° O              | Mais imagens |
| 73016    | Primitiva Casa de Joaquim Pires Mendes (Edifício na Rua Ocidental ao Campo Grande, 101-103) | Arquitectura civil     | Edifício                                    | Alvalade                | IIP  | 1996 | 38.752796° N 9.152014° O              | Mais imagens |
| 75032    | Quinta dos Lagares d'El-Rei (solar, anexos e quintal) | Arquitectura civil     | Solar                                       | Alvalade                | IIP  | 1982 | 38.747504° N 9.134939° O              |              |
| 7389721  | Biblioteca Nacional de Portugal e jardins envolventes, incluindo o património integrado | Arquitectura civil     | Biblioteca                                  | Alvalade                | VC   |      | 38.751101° N 9.152538° O              |              |
| 15326946 | Edifício da Torre do Tombo | Arquitectura civil     | ?                                           | Alvalade                | MIP  | 2012 | 38.754259° N 9.156225° O              |              |
| 70625    | Padrão do Campo Pequeno | Arquitectura civil     | Padrão                                      | Areeiro                 | MN   | 1910 | 38.740127° N 9.142401° O              | Mais imagens |
| 72827    | Pastelaria, Café e Restaurante "Mexicana", (incluindo o mobiliário) | Arquitectura civil     | Pastelaria                                  | Areeiro                 | IIP  | 1996 | 38.739893° N 9.136308° O              |              |
| 74571    | Praça de Touros do Campo Pequeno | Arquitectura civil     | Praça de Touros                             | Areeiro                 | IIP  | 1983 | 38.74258° N 9.145291° O               | Mais imagens |
| 70062    | Convento da Encarnação ou Recolhimento da Encarnação | Arquitectura religiosa | Convento                                    | Arroios                 | IIP  | 1996 | 38.716443° N 9.139091° O              |              |
| 70151    | Capela do Paço da Bemposta | Arquitectura religiosa | Capela                                      | Arroios                 | MN   | 2002 | 38.723185° N 9.138641° O              |              |
| 70504    | Cruzeiro de Arroios | Arquitectura religiosa | Cruzeiro                                    | Arroios                 | MN   | 1910 | 38.732182° N 9.136543° O              | Mais imagens |
| 71260    | Palácio Sotto Mayor, anexos e logradouro | Arquitectura civil     | Palácio                                     | Arroios                 | IIP  | 1997 | 38.72856° N 9.147265° O               | Mais imagens |
| 71704    | Edifício na rua Gomes Freire: edifício setecentista | Arquitectura civil     | Edifício                                    | Arroios                 | VC   | 1983 | 38.724823° N 9.140508° O              |              |
| 71713    | Moradia na avenida Fontes Pereira de Melo, incluindo as áreas do antigo jardim, anexo residencial e garagem, actual sede social do Metropolitano de Lisboa | Arquitectura civil     | Palacete                                    | Arroios                 | IIP  | 2002 | 38.730035° N 9.146835° O              | Mais imagens |
| 73742    | Edifício na Rua de São Lázaro, n.ºs 150 a 154 | Arquitectura civil     | Edifício                                    | Arroios                 | IIP  | 1983 | 38.71965° N 9.137552° O               |              |
| 73743    | Edifício no Campo dos Mártires da Pátria, n.º 22 a 24 | Arquitectura civil     | Edifício                                    | Arroios                 | IIP  | 1996 | 38.720675° N 9.140667° O              |              |
| 73744    | Convento Colégio de Santo Antão-o-Novo (Edifício principal do Hospital de São José) | Arquitectura religiosa | Convento                                    | Arroios                 | IIP  | 1983 | 38.71756604° N 9.13737399° O          |              |
| 73745    | Edifício na Rua do Arco da Graça, n.ºs 39 a 43 | Arquitectura civil     | Edifício                                    | Arroios                 | IIP  | 1996 | 38.715982° N 9.137624° O              |              |
| 73747    | Coliseu dos Recreios e edifício da Sociedade de Geografia | Arquitectura civil     | Coliseu                                     | Arroios                 | IIP  | 1996 | 38.716599° N 9.140547° O              |              |
| 74178    | Edifício na Praça Duque de Saldanha, n.º 12 | Arquitectura civil     | Edifício                                    | Arroios                 | IIP  | 1977 | 38.734041° N 9.144042° O              | Mais imagens |
| 74179    | Cinema Império ou Cine-Teatro Império | Arquitectura civil     | Cinema                                      | Arroios                 | IIP  | 1996 | 38.736321° N 9.134241° O              | Mais imagens |
| 75026    | Fábrica de Cerâmica da Viúva Lamego | Arquitectura civil     | Fábrica                                     | Arroios                 | IIP  | 1978 | 38.721092° N 9.13505° O               | Mais imagens |
| 75027    | Edifício na Avenida Almirante Reis, n.º 1 a 1C | Arquitectura civil     | Edifício                                    | Arroios                 | IIP  | 1983 | 38.720155° N 9.135784° O              | Mais imagens |
| 75028    | Edifício na Avenida Almirante Reis, n.º 74B | Arquitectura civil     | Edifício                                    | Arroios                 | IIP  | 1978 | 38.727893° N 9.134253° O              | Mais imagens |
| 75029    | Edifício na Avenida Almirante Reis, n.º 2 a 2K | Arquitectura civil     | Edifício                                    | Arroios                 | IIP  | 1982 | 38.723072° N 9.135431° O              | Mais imagens |
| 75030    | Igreja Paroquial de Nossa Senhora dos Anjos ou Igreja dos Anjos | Arquitectura religiosa | Igreja                                      | Arroios                 | IIP  | 1996 | 38.724494° N 9.134564° O              | Mais imagens |
| 75031    | Campo dos Mártires da Pátria ou Campo Santana | Arquitectura civil     | Conjunto                                    | Arroios                 | IIP  | 1996 | 38.720585° N 9.140051° O              |              |
| 323308   | Balneário D. Maria II e Pavilhão de Segurança (8.ª Enfermaria) do Hospital Miguel Bombarda | Arquitectura civil     | Edifício                                    | Arroios                 |      | 2010 | 38.725295° N 9.141886° O              |              |
| 70987    | Edifício na Avenida da República, nº 23 (Prédio de Gaveto entre a Avenida da República, nº. 23 e a Avenida João Crisóstomo, nº 19) | Arquitectura civil     | Edifício                                    | Avenidas Novas          | IIM  | 1977 | 38.73596688° N 9.14595845° O          |              |
| 70988    | Prédio na Avenida da República, nº97 a nº97-C | Arquitectura civil     | Edifício                                    | Avenidas Novas          | IIM  | 1977 | 38.74375938° N 9.14794348° O          |              |
| 71015    | Largo de São Sebastião da Pedreira (Conjunto de edifícios) | Arquitectura civil     | Casa                                        | Avenidas Novas          | IIM  | 1983 | 38.73309798° N 9.15164501° O          |              |
| 71684    | Edifício na Praça Duque de Saldanha nº 28-30 e Avenida da República, nº 1 | Arquitectura civil     | Edifício                                    | Avenidas Novas          | SPL  | 1990 | 39.4114° N 9.510025° O                |              |
| 71715    | Conjunto de edifícios na Avenida da República | Arquitectura civil     | Edifício                                    | Avenidas Novas          | VC   | 1981 | 38.743653° N 9.147593° O              |              |
| 72351    | Casa Ventura Terra ou Palácio Mendonça | Arquitectura civil     | Casa                                        | Avenidas Novas          | IIP  | 1982 | 38.73247° N 9.155876° O               |              |
| 72352    | Casa de Artur Prat | Arquitectura civil     | Casa                                        | Avenidas Novas          | IIP  | 1986 | 38.728269° N 9.149027° O              |              |
| 72353    | Casa de Malhoa ou Casa-Museu Dr. Anastácio Gonçalves | Arquitectura civil     | Casa                                        | Avenidas Novas          | IIP  | 1982 | 38.732552° N 9.146449° O              | Mais imagens |
| 72354    | Igreja de São Sebastião da Pedreira ou Igreja Matriz de São Sebastião da Pedreira | Arquitectura religiosa | Igreja                                      | Avenidas Novas          | IIP  | 1954 | 38.732527° N 9.15126° O               |              |
| 74180    | Edifício na Avenida da República, n.º 87 | Arquitectura civil     | Edifício                                    | Avenidas Novas          | IIP  | 1977 | 38.74262754° N 9.14758239° O          | Mais imagens |
| 74181    | Edifício na Avenida da República, n.ºs 38 a 38A, e na Avenida Visconde de Valmor, n.º 22 | Arquitectura civil     | Edifício                                    | Avenidas Novas          | IIP  | 1977 | 38.7385747° N 9.14543178° O           |              |
| 74182    | Prédio na Avenida da República, nº89 a nº89A | Arquitectura civil     | Edifício                                    | Avenidas Novas          | IIP  | 1977 | 38.742813° N 9.147524° O              | Mais imagens |
| 74183    | Edifício na Avenida da República e na Avenida de Berna, 1/1-A | Arquitectura civil     | Edifício                                    | Avenidas Novas          | IIP  | 1983 | 38.74101845° N 9.14720305° O          | Mais imagens |
| 74184    | Igreja de Nossa Senhora de Fátima ou Igreja de Nossa Senhora do Rosário de Fátima | Arquitectura religiosa | Igreja                                      | Avenidas Novas          | IIP  | 1971 | 38.739658° N 9.150791° O              | Mais imagens |
| 74185    | Edifício na Avenida 5 de Outubro, nº 36-40 | Arquitectura civil     | Edifício                                    | Avenidas Novas          | IIP  | 1996 | 38.735558° N 9.147163° O              | Mais imagens |
| 74186    | Edifício na Avenida da República, onde se encontra a Pastelaria Versailles | Arquitectura civil     | Edifício                                    | Avenidas Novas          | IIP  | 1996 | 38.735515° N 9.14581° O               | Mais imagens |
| 330093   | Casa da Moeda e Valores Selados | Património industrial  | Arquitectura Industrial Moderna (1925-1965) | Avenidas Novas          | VC   |      | 38.737145° N 9.142977° O              |              |
| 330467   | Hotel Ritz, incluindo o património integrado | Arquitectura civil     | Hotel                                       | Avenidas Novas          | VC   |      | 38.725808° N 9.154994° O              |              |
| 330483   | Fundação Calouste Gulbenkian, incluindo o parque, a sede, o museu, o CAM e os jardins | Arquitectura civil     | Museu                                       | Avenidas Novas          | MN   |      | 38.737567° N 9.154244° O              | Mais imagens |
| 336750   | Bairro Azul | Arquitectura civil     | Bairro                                      | Avenidas Novas          | IIM  | 2005 | 38.73487244° N 9.15577593° O          |              |
| 72952    | Convento do Beato António ou Convento de S. Bento de Xabregas | Arquitectura religiosa | Convento                                    | Beato                   | IIP  | 1984 | 38.734101° N 9.105705° O              |              |
| 72953    | Palácio de Xabregas, Palácio dos Marqueses de Olhão ou Palácio dos Melos | Arquitectura civil     | Palácio                                     | Beato                   | IIP  | 1993 | 38.727629° N 9.110509° O              |              |
| 73576    | Igreja e antigo Convento do Grilo, Igreja e antigo Convento dos Grilos, Recolhimento de Nossa Senhora do Amparo ou Recolhimento do Grilo | Arquitectura religiosa | Igreja                                      | Beato                   | IIP  | 2002 | 38.730475° N 9.108222° O              |              |
| 70630    | Lápide do Deus Esculápio | Arqueologia            | Inscrição                                   | Belém                   | MN   | 1910 | 38.69719525° N 9.20767631° O          |              |
| 70631    | Mosteiro de Santa Maria de Belém ou Mosteiro dos Jerónimos | Arquitectura religiosa | Mosteiro                                    | Belém                   | MN   | 1910 | 38.697846° N 9.205601° O              | Mais imagens |
| 70632    | Estátuas lusitanas de Montalegre | Arqueologia            | Escultura                                   | Belém                   | MN   | 1910 | 38.69724652° N 9.2069989° O           |              |
| 70633    | Capela de São Jerónimo ou Ermida de São Jerónimo ou Ermida do Restelo | Arquitectura religiosa | Capela                                      | Belém                   | MN   | 1943 | 38.701338° N 9.213719° O              |              |
| 70634    | Fábrica Nacional da Cordoaria ou Cordoaria Nacional | Arquitectura civil     | Fábrica                                     | Belém                   | MN   | 1996 | 38.697558° N 9.190216° O              | Mais imagens |
| 70892    | Moinhos do Caramão da Ajuda, Moinhos de Santana, Conjunto Moageiro de Santana da Ajuda ou Moinhos do Casal das Freiras | Arquitectura civil     | Moinho                                      | Belém                   | SPL  | 1991 |                                       |              |
| 70949    | Museu de Arte Popular | Arquitectura civil     | Edifício                                    | Belém                   | VC   | 1991 | 38.693658° N 9.208366° O              |              |
| 70950    | Casa do Governador da Torre de Belém | Arquitectura civil     | Palacete                                    | Belém                   | SPL  | 1991 | 38.694941° N 9.21446° O               |              |
| 70951    | Antiga residência do Governador do Forte do Bom Sucesso | Arquitectura civil     | Palacete                                    | Belém                   | VC   |      | 38.694149° N 9.215855° O              |              |
| 70952    | Forte do Alto do Duque | Arquitectura militar   | Forte                                       | Belém                   | VC   | 1991 | 38.703743° N 9.222141° O              |              |
| 70954    | Palácio do Marquês de Angeja | Arquitectura civil     | Palácio                                     | Belém                   | VC   | 1991 | 38.697383° N 9.19519° O               |              |
| 70956    | Imóvel em Lisboa, na Rua da Praia de Pedrouços | Arquitectura civil     | Casa                                        | Belém                   | VC   | 1984 | 38.695104° N 9.219184° O              |              |
| 72418    | Centro Cultural de Belém | Arquitectura civil     | Centro cultural                             | Belém                   | IIP  | 2002 | 38.695565° N 9.208626° O              | Mais imagens |
| 73123    | Central Tejo ou Museu da Electricidade | Arquitectura civil     | Central eléctrica                           | Belém                   | IIP  | 1986 | 38.695823° N 9.194977° O              | Mais imagens |
| 74574    | Palácio Nacional de Belém | Arquitectura civil     | Palácio                                     | Belém                   | MN   | 2007 | 38.698064° N 9.200705° O              | Mais imagens |
| 74575    | Edifício na Rua de Pedrouços, n.º 84 a 88A | Arquitectura civil     | Edifício                                    | Belém                   | IIP  | 1982 | 38.696479° N 9.220312° O              | Mais imagens |
| 74576    | Capela ou Ermida do Santo Cristo | Arquitectura religiosa | Capela                                      | Belém                   | IIP  | 1967 | 38.70123° N 9.209664° O               | Mais imagens |
| 74577    | Convento de Nossa Senhora do Bom Sucesso ou Convento Dominicano de Nossa Senhora do Bom Sucesso | Arquitectura religiosa | Convento                                    | Belém                   | IIP  | 1997 | 38.695232° N 9.211691° O              | Mais imagens |
| 74578    | Palacete na Rua de Pedrouços ou Vila Garcia | Arquitectura civil     | Palacete                                    | Belém                   | IIP  | 1978 | 38.696483° N 9.221189° O              |              |
| 74579    | Casa Nobre de Lázaro Leitão Aranha, Casa Nobre de Lázaro Leitão ou Quinta de Lázaro Leitão incluindo jardins | Arquitectura civil     | Palacete                                    | Belém                   | IIP  | 1993 | 38.697956° N 9.192184° O              | Mais imagens |
| 323060   | Torre de São Vicente de Belém, Torre de Belém ou Torre de São Vicente a Par de Belém | Arquitectura militar   | Torre                                       | Belém                   | MN   | 1910 | 38.691791° N 9.215948° O              | Mais imagens |
| 328214   | Centro Comercial do Restelo | Arquitectura civil     | Conjunto urbano                             | Belém                   | VC   | 2003 | 38.695525° N 9.215547° O              |              |
| 70216    | Aqueduto das Águas Livres, seus aferentes e correlacionados (concelho de Lisboa): freguesias de Benfica, São Domingos de Benfica, Campolide, Avenidas Novas, Campo de Ourique, Estrela, Santo António, Misericórdia ou Aqueduto das Águas Livres e Mãe de Água (antiga designação constante do Decreto de 16 de Junho de 1910) | Arquitectura civil     | Aqueduto                                    | Campolide               | MN   |      | 38.729852° N 9.17029° O               |              |
| 71493    | Prédio na Rua Saraiva de Carvalho, nº242 a nº246 (A Tentadora) | Arquitectura civil     | Edifício                                    | Campo de Ourique        | IIM  | 1978 | 38.71565585° N 9.16430876° O          |              |
| 72355    | Antigo Jardim Cinema, zona do monumental salão de jogos, na Avenida Álvares Cabral, 33 a 37 | Arquitectura civil     | Cinema                                      | Campo de Ourique        | IIP  | 2002 | 38.71828362° N 9.15640154° O          |              |
| 72356    | Panificação Mecânica Limitada | Arquitectura civil     | Edifício                                    | Campo de Ourique        | IIP  | 1983 | 38.72038° N 9.161451° O               |              |
| 72425    | Edifícios do Museu e Jardim-Escola João de Deus | Arquitectura civil     | Escola                                      | Campo de Ourique        | MIP  | 2012 | 38.715879° N 9.158376° O              |              |
| 74476    | Escadaria do antigo Colégio Jesuíta n.º 5 em Campolide, onde esteve instalado o Batalhão de Caçadores | Arquitectura civil     | Escada                                      | Campolide               | IIP  | 1977 | 38.73253426° N 9.16046912° O          |              |
| 74477    | Capela do antigo edifício do Colégio de Campolide da Companhia de Jesus, Capela junto ao edifício do Batalhão de Caçadores nº 5 | Arquitectura religiosa | Capela                                      | Campolide               | IIP  | 1993 | 38.73253426° N 9.16046912° O          |              |
| 71705    | Núcleo Histórico do Colégio Militar | Arquitectura civil     | Núcleo histórico                            | Carnide                 | SPL  | 1995 | 38.75986° N 9.183967° O               |              |
| 71706    | Convento de Santa Teresa de Jesus de Carnide ou Convento de Santa Teresa do Menino Jesus | Arquitectura religiosa | Convento                                    | Carnide                 | VC   | 1996 | 38.761797° N 9.189528° O              |              |
| 73599    | Zona antiga de Carnide - Luz ou Conjunto Carnide - Luz | Arquitectura civil     | Núcleo urbano                               | Carnide                 | IIP  |      | 38.760932° N 9.183729° O              |              |
| 73748    | Quinta do Bom Nome ou Quinta do Sarmento | Arquitectura civil     | Quinta                                      | Carnide                 | IIP  | 1970 | 38.760131° N 9.193536° O              |              |
| 323913   | Igreja de Nossa Senhora da Luz (Capela-mor e sepultura da Infanta D. Maria, Filha do rei D. Manuel I) | Arquitectura religiosa | Igreja                                      | Carnide                 | MN   | 1923 | 38.760493° N 9.184938° O              | Mais imagens |
| 70140    | Palácio de São Bento, escadaria exterior e jardim confinante com a residência do Primeiro-Ministro ou Convento de São Bento da Saúde (antigo) | Arquitectura religiosa | Convento                                    | Estrela                 | MN   | 2002 | 38.712608° N 9.15391° O               | Mais imagens |
| 70183    | Chafariz da Esperança | Arquitectura civil     | Chafariz                                    | Estrela                 | MN   | 1910 | 38.708928° N 9.153556° O              | Mais imagens |
| 71092    | Túmulo da Rainha D. Mariana Vitória, na Igreja de São Francisco de Paula | Arquitectura religiosa | Túmulo                                      | Estrela                 | MN   | 1938 | 38.704618° N 9.165041° O              |              |
| 71146    | Basílica da Estrela ou Basílica do Coração de Jesus | Arquitectura religiosa | Basílica                                    | Estrela                 | MN   | 1910 | 38.713063° N 9.160689° O              |              |
| 71494    | Teatro Casa da Comédia | Arquitectura civil     | Teatro                                      | Estrela                 | IIM  | 1993 | 38.70576444° N 9.16236165° O          |              |
| 73429    | Casa de António Sérgio | Arquitectura civil     | Casa                                        | Estrela                 | IIP  | 1982 | 38.709903° N 9.163336° O              |              |
| 73649    | Museu Nacional de Arte Antiga, Museu das Janelas Verdes ou Palácio Alvor | Arquitectura civil     | Museu                                       | Estrela                 | IIP  | 1971 | 38.704626° N 9.161813° O              | Mais imagens |
| 73650    | Edifício na Rua das Janelas Verdes, n.ºs 70 a 78 | Arquitectura civil     | Edifício                                    | Estrela                 | IIP  | 1983 | 38.705742° N 9.160184° O              |              |
| 73651    | Convento das Trinas do Mocambo | Arquitectura religiosa | Convento                                    | Estrela                 | IIP  | 1943 | 38.708667° N 9.157569° O              |              |
| 73652    | Abadia de Nossa Senhora da Nazaré do Mocambo, Convento das Bernardas do Mocambo ou Real Mosteiro de Nossa Senhora da Nazaré do Mocambo | Arquitectura religiosa | Abadia                                      | Estrela                 | IIP  | 1996 | 38.708135° N 9.156009° O              |              |
| 73653    | Cinema Cinearte ou Companhia de Teatro A Barraca | Arquitectura civil     | Cinema                                      | Estrela                 | IIP  | 1996 | 38.707171° N 9.155249° O              |              |
| 74269    | Edifício na Calçada das Necessidades, n.ºs 6 a 6A | Arquitectura civil     | Edifício                                    | Estrela                 | IIP  | 1996 | 38.707720484835° N 9.1686862707138° O |              |
| 74270    | Palacete dos Viscondes e Condes dos Olivais e Penha-Longa ou Palacete da Lapa | Arquitectura civil     | Palacete                                    | Estrela                 | IIP  | 1996 | 38.707011° N 9.164871° O              |              |
| 74271    | Chafariz das Janelas Verdes | Arquitectura civil     | Chafariz                                    | Estrela                 | IIP  | 1993 | 38.705449° N 9.16143° O               | Mais imagens |
| 74272    | Palácio do Conde de Óbidos (onde está instalada a Cruz Vermelha Portuguesa) | Arquitectura civil     | Palácio                                     | Estrela                 | IIP  | 1993 | 38.704107° N 9.163442° O              |              |
| 74981    | Igreja de São Francisco de Paula | Arquitectura religiosa | Igreja                                      | Estrela                 | IIP  | 1938 | 38.70462419° N 9.16500078° O          |              |
| 74982    | Palácio das Necessidades ou Convento de São Filipe de Néri (antigo) | Arquitectura civil     | Palácio                                     | Estrela                 | IIP  | 1983 | 38.706854° N 9.170384° O              | Mais imagens |
| 9899767  | Igreja e antigo Convento de Nossa Senhora da Estrela, actual Hospital Militar Principal | Arquitectura religiosa | Igreja                                      | Estrela                 | MIP  | 2010 | 38.713857° N 9.158665° O              |              |
| 70883    | Quinta da Musgueira | Arquitectura civil     | Núcleo urbano                               | Lumiar                  | VC   | 1985 |                                       |              |
| 74720    | Palácio do Monteiro-Mor | Arquitectura civil     | Palácio                                     | Lumiar                  | IIP  | 1978 | 38.77564976° N 9.1671063° O           | Mais imagens |
| 74721    | Capela de São Sebastião | Arquitectura religiosa | Capela                                      | Lumiar                  | IIP  | 1967 | 38.772034° N 9.173968° O              | Mais imagens |
| 74722    | Paço do Lumiar que integra a Quinta dos Azulejos, a Quinta das Hortênsias, a Quinta do Marquês de Angeja, a Quinta do Monteiro-Mor e a Capela de São Sebastião. | Arquitectura civil     | Núcleo urbano                               | Lumiar                  | IIP  | 1997 | 38.77476033° N 9.16988963° O          |              |
| 74723    | Quinta Alegre ou Palácio do Marquês do Alegrete (palácio, jardins, construções e elementos decorativos) | Arquitectura civil     | Quinta                                      | Lumiar                  | IIP  | 1998 | 38.786292° N 9.142089° O              |              |
| 323336   | Quinta dos Azulejos | Arquitectura civil     | Quinta                                      | Lumiar                  | IIP  | 1962 | 38.771788° N 9.174123° O              |              |
| 6711446  | Tobis Portuguesa S.A. ou Lisboa - Filme Lda. | Património industrial  | Arquitectura Industrial Moderna (1925-1965) | Lumiar                  |      |      |                                       |              |
| 70587    | Igreja de Chelas (Portal e galilé) ou Antigo Convento de São Félix e Santo Adrião de Chelas | Arquitectura religiosa | Convento                                    | Marvila                 | MN   | 1922 | 38.740127° N 9.118056° O              |              |
| 72357    | Capela do Asilo dos Velhos, Capela da Mansão de Santa Maria de Marvila, Capela do Antigo Convento de Nossa Senhora da Conceição ou Igreja Paroquial de Santo Agostinho de Marvila | Arquitectura religiosa | Capela                                      | Marvila                 | IIP  | 1948 | 38.742678° N 9.103458° O              |              |
| 70028    | Palácio da Flor da Murta (antigo) | Arquitectura civil     | Palácio                                     | Misericórdia            | IIP  |      | 38.709832° N 9.152333° O              |              |
| 70154    | Ascensor da Bica e meio urbano que o envolve | Arquitectura civil     | Ascensor                                    | Misericórdia            | MN   | 2002 | 38.708704° N 9.146783° O              | Mais imagens |
| 70251    | Palácio dos Almadas, Provedores da Casa da Índia | Arquitectura civil     | Palácio                                     | Misericórdia            | MN   | 1920 | 38.70911429° N 9.15117775° O          |              |
| 70858    | Convento dos Paulistas, Convento de São Paulo, Convento de Jesus Cristo (da Serra de Ossa), Convento do Santíssimo Sacramento ou Antigo Convento dos Eremitas de São Paulo da Serra de Ossa | Arquitectura religiosa | Convento                                    | Misericórdia            | VC   | 1998 | 38.711525° N 9.148495° O              |              |
| 70862    | Oficina Leitão & Irmão (edifício onde se encontra instalada a sociedade "Morais, Simões, Ldª") | Arquitectura civil     | Edifício                                    | Misericórdia            | VC   | 1996 |                                       |              |
| 70877    | Antigo Convento de Jesus ou Antigo Convento de Nossa Senhora de Jesus da Ordem Terceira de São Francisco | Arquitectura religiosa | Convento                                    | Misericórdia            |      | 2010 |                                       |              |
| 70884    | Edifício na Rua Cecílio de Sousa, 34 a 38 | Arquitectura civil     | Edifício                                    | Misericórdia            | VC   |      | 38.715487° N 9.150069° O              |              |
| 70885    | Antigo Liceu de Passos Manuel (incluindo o edifício principal, a residência do Reitor, a casa do porteiro, os pátios, a alameda, os jardins e a horta), actual Escola Secundária de Passos Manuel | Arquitectura civil     | Escola                                      | Misericórdia            | IIP  | 1997 | 38.712006° N 9.149512° O              |              |
| 71195    | Igreja de Santa Catarina, Igreja dos Paulistas ou Igreja de São Paulo da Serra de Ossa | Arquitectura religiosa | Igreja                                      | Misericórdia            | MN   | 1918 | 38.711376° N 9.148488° O              |              |
| 71549    | Restaurante Tavares, Salão de Chá Tavares ou Restaurante Tavares Rico | Arquitectura civil     | Restaurante                                 | Misericórdia            | IIM  | 1996 | 38.71133667° N 9.14317307° O          |              |
| 71979    | Bairro Alto | Arquitectura civil     | Bairro                                      | Misericórdia            |      | 2010 | 38.712222° N 9.145° O                 |              |
| 72754    | Palácio Valada-Azambuja ou Palácio dos Condes de Azambuja | Arquitectura civil     | Palácio                                     | Misericórdia            | IIP  | 1982 | 38.710741° N 9.14608° O               | Mais imagens |
| 72755    | Palácio das Chagas (dois tectos) ou Palácio Sandomil | Arquitectura civil     | Palácio                                     | Misericórdia            | IIP  | 1967 | 38.710572° N 9.145445° O              |              |
| 72756    | Banhos de São Paulo | Arquitectura civil     | Balneário                                   | Misericórdia            | IIP  | 1982 | 38.707798° N 9.145861° O              |              |
| 73709    | Igreja das Mercês, Igreja Paroquial das Mercês, Igreja de Nossa Senhora de Jesus ou Igreja de Nossa Senhora das Mercês | Arquitectura religiosa | Igreja                                      | Misericórdia            | IIP  | 1944 | 38.712669° N 9.150514° O              | Mais imagens |
| 73710    | Edifício na Rua Cecílio de Sousa, n.º 52 | Arquitectura civil     | Edifício                                    | Misericórdia            | IIP  | 1982 | 38.715843° N 9.150005° O              |              |
| 73711    | Capela do Convento dos Cardais ou Capela de Nossa Senhora da Conceição dos Cardais | Arquitectura religiosa | Convento                                    | Misericórdia            | IIP  |      | 38.714806° N 9.147873° O              |              |
| 73712    | Palácio Cabral | Arquitectura civil     | Palácio                                     | Misericórdia            | IIP  | 1982 | 38.711237° N 9.149108° O              |              |
| 74380    | Edifício na Travessa André Valente | Arquitectura civil     | Casa                                        | Misericórdia            | IIP  | 1977 | 38.711399° N 9.147677° O              |              |
| 74381    | Palácio dos Condes de Mesquitela, Palácio Mesquitela ou Quinta do Armeiro-Mor | Arquitectura civil     | Palácio                                     | Misericórdia            | IIP  | 1993 | 38.710898° N 9.149477° O              |              |
| 74382    | Palácio Pombal, largo e chafariz fronteiro | Arquitectura civil     | Palácio                                     | Misericórdia            | IIP  | 1993 | 38.712292° N 9.147696° O              |              |
| 74408    | Palácio Ludovice | Arquitectura civil     | Palácio                                     | Misericórdia            | IIP  | 1938 | 38.714138° N 9.144326° O              |              |
| 74409    | Palácio do Barão de Quintela e Conde de Farrobo | Arquitectura civil     | Palácio                                     | Misericórdia            | IIP  | 1938 | 38.709684° N 9.142937° O              |              |
| 330869   | Estação Ferroviária do Cais do Sodré | Arquitectura civil     | Estação ferroviária                         | Misericórdia            | MIP  | 2012 | 38.705965° N 9.144308° O              |              |
| 327880   | Antigas instalações do Jornal O Século ou Palácio dos Viscondes de Lançada | Arquitectura civil     | Edifício                                    | Misericórdia            | IIP  | 2002 | 38.712625° N 9.147835° O              |              |
| 7453166  | Farmácia Andrade (Sala de Atendimento e Sala de Pesagens e Preparações) | Arquitectura civil     | Farmácia                                    | Misericórdia            | VC   | 2004 |                                       |              |
| 10411112 | Moradia António Bravo | n/a                    | n/a                                         | Nossa Senhora de Fátima | IIP  |      | 38.74298892° N 9.14953132° O          | Mais imagens |
| 70729    | Igreja da Madre de Deus | Arquitectura religiosa | Igreja                                      | Penha de França         | MN   | 1910 | 38.724674° N 9.114106° O              |              |
| 73740    | Convento de Santos-o-Novo | Arquitectura religiosa | Convento                                    | Penha de França         | IIP  | 1983 | 38.72104° N 9.117741° O               | Mais imagens |
| 73741    | Forte de Santa Apolónia ou Baluarte de Santa Apolónia | Arquitectura militar   | Forte                                       | Penha de França         | IIP  | 1996 | 38.723543° N 9.116993° O              |              |
| 72757    | Igreja de Nossa Senhora da Encarnação | Arquitectura religiosa | Igreja                                      | Santa Clara             | IIP  | 1993 | 38.781822° N 9.161036° O              |              |
| 74783    | Casa da Fonte do Anjo, Quinta da Bica, Quinta da Fonte, Quinta da Fonte do Anjo ou Capela da Quinta da Fonte do Anjo | Arquitectura civil     | Casa                                        | Santa Maria dos Olivais | IIP  | 1984 | 38.767363° N 9.111398° O              |              |
| 74784    | Praça da Viscondessa dos Olivais | Arquitectura civil     | Núcleo urbano                               | Santa Maria dos Olivais | IIP  | 1983 | 38.768802° N 9.10629° O               |              |
| 5667074  | Pavilhão de Portugal | Arquitectura civil     | Pavilhão                                    | Santa Maria dos Olivais | MIP  | 2010 | 38.766559° N 9.095099° O              |              |
| 6694176  | Antiga unidade industrial "A Napolitana" | Património industrial  | Arquitectura Industrial Moderna (1925-1965) | Santa Maria dos Olivais | SPL  |      | 38.70404° N 9.176604° O               |              |
| 6872204  | Fábrica Barros, DIALAP, última designação: DIAMANG, Propriedade actual: RTP, Rádio e Televisão de Portugal (edifício sede desde 31 de Março de 2004) | Património industrial  | Arquitectura Industrial Moderna (1925-1965) | Santa Maria dos Olivais |      |      |                                       |              |
| 15472193 | Oceanário de Lisboa - Expo | n/a                    | n/a                                         | Santa Maria dos Olivais | IIM  |      |                                       |              |
| 69753    | Ruínas do Teatro Romano | Arqueologia            | Teatro                                      | Santa Maria Maior       | IIP  | 1967 | 38.709792° N 9.132386° O              | Mais imagens |
| 70133    | Ascensor da Glória e meio urbano que o envolve | Arquitectura civil     | Ascensor                                    | Santa Maria Maior       | MN   | 2002 | 38.716139° N 9.14276° O               | Mais imagens |
| 70141    | Elevador do Carmo ou Elevador de Santa Justa | Arquitectura civil     | Elevador                                    | Santa Maria Maior       | MN   | 2002 | 38.71213° N 9.139416° O               | Mais imagens |
| 70275    | Praça do Comércio | Arquitectura civil     | Praça                                       | Santa Maria Maior       | MN   | 1910 | 38.707703° N 9.136532° O              | Mais imagens |
| 70276    | Lápides das Pedras Negras | Arqueologia            | Inscrição                                   | Santa Maria Maior       | MN   | 1910 | 38.710369° N 9.13492° O               | Mais imagens |
| 70277    | Igreja da Conceição Velha | Arquitectura religiosa | Igreja                                      | Santa Maria Maior       | MN   | 1910 | 38.708893° N 9.134234° O              |              |
| 70278    | Igreja da Madalena (Portal principal) | Arquitectura religiosa | Portal                                      | Santa Maria Maior       | MN   | 1910 | 38.7101° N 9.134813° O                |              |
| 70355    | Paços de São Cristóvão (Portal lateral) ou Paço a par de São Cristóvão | Arquitectura religiosa | Portal                                      | Santa Maria Maior       | MN   | 1910 | 38.712517° N 9.13563° O               |              |
| 70366    | Palácio dos Condes de Almada ou Palácio da Independência e padrões comemorativos da conjura de 1640 | Arquitectura civil     | Palácio                                     | Santa Maria Maior       | MN   | 1910 | 38.715362° N 9.139357° O              |              |
| 70367    | Igreja de Santo Antão-o-Novo (capela do hospital) incluindo Antiga Sacristia da Igreja de Santo Antão-o-Novo | Arquitectura religiosa | Igreja                                      | Santa Maria Maior       | MN   | 1933 | 38.717647° N 9.137509° O              |              |
| 70368    | Igreja de São Domingos | Arquitectura religiosa | Igreja                                      | Santa Maria Maior       | MN   | 1918 | 38.714735° N 9.138359° O              |              |
| 70460    | Casa dos Bicos ou Casa de Brás de Albuquerque | Arquitectura civil     | Casa                                        | Santa Maria Maior       | MN   | 1910 | 38.709149° N 9.132678° O              | Mais imagens |
| 70502    | Sé de Lisboa, Sé-Catedral de Lisboa | Arquitectura religiosa | Sé                                          | Santa Maria Maior       | MN   | 1910 | 38.709868° N 9.132916° O              |              |
| 70503    | Igreja de Santo António de Lisboa ou Igreja de Santo António à Sé e sacristia | Arquitectura religiosa | Igreja                                      | Santa Maria Maior       | MN   | 1931 | 38.709989° N 9.133703° O              |              |
| 70522    | Igreja do Menino de Deus | Arquitectura religiosa | Igreja                                      | Santa Maria Maior       | MN   | 1918 | 38.713666° N 9.131477° O              |              |
| 70523    | Castelo de São Jorge e restos das cercas de Lisboa | Arquitectura militar   | Castelo                                     | Santa Maria Maior       | MN   | 1910 | 38.71398° N 9.133579° O               | Mais imagens |
| 70627    | Igreja de Santo Estêvão | Arquitectura religiosa | Igreja                                      | Santa Maria Maior       | MN   | 1918 | 38.712211° N 9.127892° O              |              |
| 70628    | Capela de Nossa Senhora dos Remédios ou Ermida do Espírito Santo, a Casa de Despacho, dependências da antiga confraria e portal | Arquitectura religiosa | Capela                                      | Santa Maria Maior       | IIP  | 1936 | 38.71162239° N 9.12772537° O          | Mais imagens |
| 70709    | Pelourinho de Lisboa | Arquitectura civil     | Pelourinho                                  | Santa Maria Maior       | MN   | 1910 | 38.708041° N 9.139216° O              | Mais imagens |
| 70948    | Palácio de Santo Estêvão ou Palácio dos Azevedo Coutinho | Arquitectura civil     | Palácio                                     | Santa Maria Maior       | SPL  | 1996 | 38.712164° N 9.127419° O              |              |
| 71093    | Teatro Nacional de São Carlos | Arquitectura civil     | Teatro                                      | Santa Maria Maior       | MN   | 1928 | 38.709646° N 9.141771° O              | Mais imagens |
| 71145    | Igreja de Santa Luzia (sepulturas) | Arquitectura religiosa | Igreja                                      | Santa Maria Maior       | MN   | 1910 | 39.6045° N 9.08538889° O              |              |
| 71215    | Igreja de São Roque | Arquitectura religiosa | Igreja                                      | Santa Maria Maior       | MN   | 1910 | 38.713619° N 9.143449° O              | Mais imagens |
| 71253    | Cine-Teatro Politeama | Arquitectura civil     | Cinema                                      | Santa Maria Maior       | IIP  | 2002 | 38.716628° N 9.141075° O              |              |
| 71264    | Conjunto urbano da Mouraria, conjunto urbano na esquina da Rua da Mouraria, nº 80-82 e 84-90 com a Rua do Capelão nº 4, 6 e 8 | Arquitectura civil     | Núcleo urbano                               | Santa Maria Maior       | IIP  | 1980 | 38.716281° N 9.135267° O              |              |
| 71701    | Palácio Alverca ou Casa do Alentejo | Arquitectura civil     | Palácio                                     | Santa Maria Maior       | IIP  | 1998 | 38.715923° N 9.139974° O              | Mais imagens |
| 71803    | Igreja de São Miguel ou Igreja de São Miguel de Alfama | Arquitectura religiosa | Igreja                                      | Santa Maria Maior       | IIP  | 1982 | 38.711154° N 9.129442° O              | Mais imagens |
| 71804    | Igreja de São Cristóvão, paroquial | Arquitectura religiosa | Igreja                                      | Santa Maria Maior       | IIP  | 1944 | 38.712829° N 9.135558° O              | Mais imagens |
| 71805    | Casa de João das Regras | Arquitectura civil     | Casa                                        | Santa Maria Maior       | IIP  | 1983 | 38.71394° N 9.13637° O                |              |
| 71806    | Palácio do Marquês de Tancos | Arquitectura civil     | Palácio                                     | Santa Maria Maior       | IIP  | 1996 | 38.712536° N 9.134935° O              |              |
| 71824    | Teatro Eden ou Éden-Teatro | Arquitectura civil     | Teatro                                      | Santa Maria Maior       | IIP  | 1983 | 38.715297° N 9.142081° O              | Mais imagens |
| 71825    | Palácio Foz ou Palácio Castelo Melhor | Arquitectura civil     | Palácio                                     | Santa Maria Maior       | IIP  | 1971 | 38.715703° N 9.142651° O              | Mais imagens |
| 71826    | Hotel Avenida Palace | Arquitectura civil     | Hotel                                       | Santa Maria Maior       | IIP  | 1977 | 38.714809° N 9.141281° O              | Mais imagens |
| 71827    | Edifício na rua do Benformoso, n.ºs 101 a 103 | Arquitectura civil     | Edifício                                    | Santa Maria Maior       | IIP  | 1983 | 38.71792° N 9.135101° O               |              |
| 71828    | Garagem Liz | Arquitectura civil     | Garagem                                     | Santa Maria Maior       | IIP  | 1983 | 38.719612° N 9.135898° O              |              |
| 71829    | Chafariz do Desterro ou Chafariz do Intendente | Arquitectura civil     | Chafariz                                    | Santa Maria Maior       | IIP  | 1983 | 38.719925° N 9.135797° O              | Mais imagens |
| 71830    | Estação de Caminhos-de-Ferro do Rossio ou Estação do Rossio | Arquitectura civil     | Estação ferroviária                         | Santa Maria Maior       | IIP  | 1971 | 38.71426° N 9.141169° O               | Mais imagens |
| 71831    | Baixa Pombalina ou Baixa | Arquitectura civil     | Conjunto                                    | Santa Maria Maior       | IIP  | 1978 | 38.713945° N 9.139422° O              | Mais imagens |
| 71832    | Teatro Nacional de D. Maria II | Arquitectura civil     | Teatro                                      | Santa Maria Maior       | MN   | 2012 | 38.714807° N 9.139794° O              | Mais imagens |
| 71833    | Edifício na rua da Palma, n.º 1 a 15 | Arquitectura civil     | Edifício                                    | Santa Maria Maior       | IIP  | 1996 | 38.714912° N 9.137788° O              |              |
| 71834    | Edifício na rua da Palma, n.º 17 a 29 | Arquitectura civil     | Edifício                                    | Santa Maria Maior       | IIP  | 1996 | 38.715133° N 9.137475° O              |              |
| 71835    | Capela de Nossa Senhora da Saúde ou Capela de São Sebastião da Mouraria | Arquitectura religiosa | Capela                                      | Santa Maria Maior       | IIP  | 1996 | 38.715875° N 9.135674° O              |              |
| 71836    | 2 Conjunto: Edifícios na Calçada do Desterro, n.ºs 13 a 13-A, Conjunto de dois edifícios situados na Calçada do Desterro, no Pátio da Bica, 11-D, e na Calçada do Desterro, 13 a 13-B | Arquitectura civil     | Edifício                                    | Santa Maria Maior       | IIP  | 1993 | 38.719268° N 9.136309° O              |              |
| 72498    | Igreja do Convento do Carmo ou Igreja do Carmo ou Museu Arqueológico do Carmo ou Ruínas do Carmo | Arquitectura religiosa | Igreja                                      | Santa Maria Maior       | MN   | 1910 | 38.712129° N 9.140384° O              | Mais imagens |
| 73233    | Colégio dos Meninos Orfãos ou Antigo Colégio dos Meninos Orfãos | Arquitectura civil     | Colégio                                     | Santa Maria Maior       | IIP  | 1986 | 38.716162° N 9.135322° O              |              |
| 73427    | Sede do Diário de Notícias | Arquitectura religiosa | Igreja                                      | Santa Maria Maior       | IIP  | 1996 | 38.71174913° N 9.13081978° O          |              |
| 73428    | Palácio Azurara ou Museu - Escola de Artes Decorativas da Fundação Ricardo Espírito Santo | Arquitectura civil     | Palácio                                     | Santa Maria Maior       | IIP  | 1993 | 38.712055° N 9.130498° O              | Mais imagens |
| 73564    | Palácio Belmonte ou Pátio de D. Fradique | Arquitectura civil     | Palácio                                     | Santa Maria Maior       | IIP  | 2002 | 38.712458° N 9.131603° O              |              |
| 74473    | Teatro Ginásio (fachada) (Fachada da Rua Nova da Trindade, nº 5 a 5G) | Arquitectura civil     | Teatro                                      | Santa Maria Maior       | IIP  | 1983 | 38.71129° N 9.142635° O               | Mais imagens |
| 74474    | Casa do Ferreira das Tabuletas | Arquitectura civil     | Edifício                                    | Santa Maria Maior       | IIP  | 1978 | 38.711921° N 9.141905° O              | Mais imagens |
| 74475    | Café A Brasileira, Café A Brasileira do Chiado ou Brasileira do Chiado (Edifício na Rua Garrett) incluindo o café e o troço de calçada fronteiro à porta em que se lê o nome do estabelecimento e os nºs de polícia | Arquitectura civil     | Edifício                                    | Santa Maria Maior       | IIP  | 1997 | 38.710673° N 9.142012° O              | Mais imagens |
| 74573    | Museu Militar, Museu de Artilharia ou Arsenal Real do Exército | Arquitectura civil     | Museu                                       | Santa Maria Maior       | IIP  | 1963 | 38.713195° N 9.124201° O              | Mais imagens |
| 74717    | Capela de São Roque, no antigo Arsenal da Marinha | Arquitectura religiosa | Capela                                      | Santa Maria Maior       | IIP  | 1956 | 38.707488° N 9.139244° O              |              |
| 74718    | Café Martinho da Arcada | Arquitectura civil     | Café                                        | Santa Maria Maior       | IIP  | 1993 | 38.708699° N 9.135889° O              | Mais imagens |
| 74983    | Igreja de Nossa Senhora dos Mártires | Arquitectura religiosa | Igreja                                      | Santa Maria Maior       | IIP  | 1974 | 38.710453° N 9.141439° O              | Mais imagens |
| 74984    | Convento de São Francisco da Cidade | Arquitectura religiosa | Convento                                    | Santa Maria Maior       | IIP  | 1993 | 38.70916° N 9.140806° O               |              |
| 74985    | Edifício na Rua Garret, onde se encontra instalada a Casa Gardénia | Arquitectura civil     | Edifício                                    | Santa Maria Maior       | IIP  | 1993 |                                       | Mais imagens |
| 330082   | Estação Fluvial Sul e Sueste ou Estação Fluvial de Sul-Sueste | Arquitectura civil     | Estação fluvial                             | Santa Maria Maior       | MIP  | 2012 |                                       |              |
| 333360   | Edifício na Rua do Benformoso, n.º 244 | Arquitectura civil     | Edifício                                    | Santa Maria Maior       | IIP  | 1983 |                                       |              |
| 336783   | Antigo Convento de Corpus Christi | Arquitectura religiosa | Convento                                    | Santa Maria Maior       | VC   |      |                                       |              |
| 4094030  | Portal da Capela de Nossa Senhora dos Remédios | Arquitectura religiosa | Portal                                      | Santa Maria Maior       | MN   | 1910 |                                       | Mais imagens |
| 7453386  | Palácio da Rosa e Igreja de São Lourenço | Arquitectura civil     | Palácio                                     | Santa Maria Maior       | IIM  | 2004 |                                       |              |
| 18858493 | Núcleo Arqueológico da Rua dos Correeiros (NARC), no subsolo dos edifícios situados na Rua dos Correeiros, 9-29, e na Rua Augusta, 66-96 | nd                     | nd                                          | Santa Maria Maior       | VC   | 2014 |                                       |              |
| 0        | Tabacaria Mónaco, incluindo o seu património artístico integrado | nd                     | nd                                          | Santa Maria Maior       | VC   | 2014 |                                       |              |
| 70136    | Ascensor do Lavra e meio urbano que o envolve | Arquitectura civil     | Ascensor                                    | Santo António           | MN   | 2002 |                                       | Mais imagens |
| 70142    | Jardim Botânico da Faculdade de Ciências ou Jardim Botânico de Lisboa | Arquitectura civil     | Jardim                                      | Santo António           | MN   | 1999 |                                       | Mais imagens |
| 70767    | Edifício na Avenida da Liberdade, 193 ou Biblioteca e Arquivo Histórico do MEPAT | Arquitectura civil     | Edifício                                    | Santo António           | MIP  | 1987 |                                       |              |
| 70772    | Palácio Palmela | Arquitectura civil     | Palácio                                     | Santo António           | IIP  |      |                                       | Mais imagens |
| 70773    | Conjunto: do edifício Castil, edifício Franjinhas e fachada do edifício na Rua Braamcamp | Arquitectura civil     | Edifício                                    | Santo António           | VC   | 1996 |                                       |              |
| 71065    | Edifício de Miguel Ventura Terra, na Rua Alexandre Herculano, nº57 | Arquitectura civil     | Edifício                                    | Santo António           | IIP  | 1999 |                                       | Mais imagens |
| 71712    | Avenida da Liberdade (zona) | Arquitectura civil     | Conjunto                                    | Santo António           | IIP  | 1989 |                                       |              |
| 71862    | Casa de Frederico Daupiás, anexos e parte dos antigos jardins de ensaio | Arquitectura civil     | Casa                                        | Santo António           | VC   | 2004 |                                       |              |
| 72894    | Picadeiro do Antigo Colégio dos Nobres | Arquitectura civil     | Picadeiro                                   | Santo António           | IIP  | 1978 |                                       | Mais imagens |
| 72895    | Palácio Bramão, Palácio Ceia ou Palácio Rebelo de Andrade | Arquitectura civil     | Palácio                                     | Santo António           | IIP  | 1971 |                                       | Mais imagens |
| 72896    | Edifício da Antiga Fábrica dos Tecidos de Seda | n/a                    | n/a                                         | Santo António           | IIP  |      | 38.722446° N 9.156132° O              |              |
| 72897    | Garagem Auto-Palace | Arquitectura civil     | Garagem                                     | Santo António           | IIP  | 1984 | 38.719761° N 9.154301° O              | Mais imagens |
| 72898    | Edifício na Travessa da Real Fábrica das Sedas | Arquitectura civil     | Edifício                                    | Santo António           | IIP  | 1993 | 38.722874° N 9.155926° O              |              |
| 73381    | Palácio dos Condes de Redondo | Arquitectura civil     | Palácio                                     | Santo António           | IIP  | 1974 | 38.724266° N 9.145818° O              | Mais imagens |
| 73382    | Igreja do Convento de Santa Marta | Arquitectura religiosa | Igreja                                      | Santo António           | IIP  | 1946 | 38.72380986° N 9.14555662° O          |              |
| 73383    | Edifício na Rua de Santa Marta, n.ºs. 19 a 19 B | Arquitectura civil     | Edifício                                    | Santo António           | IIP  | 1977 | 38.721934° N 9.145294° O              |              |
| 73384    | Edifício na Rua de Santa Marta, n.ºs 44 a 48 | Arquitectura civil     | Edifício                                    | Santo António           | IIP  | 1974 | 38.722951° N 9.145622° O              |              |
| 73385    | Palacete Conceição e Silva (Edifício na Avenida da Liberdade, n.ºs 226 a 228) | Arquitectura civil     | Palacete                                    | Santo António           | IIP  | 1974 | 38.722706° N 9.147038° O              |              |
| 73386    | Diário de Notícias - Edifício-Sede do Jornal | n/a                    | n/a                                         | Santo António           | IIP  |      | 38.724645° N 9.148623° O              |              |
| 73562    | Cinema São Jorge | Arquitectura civil     | Cinema                                      | Santo António           | IIP  | 1989 | 38.720351° N 9.146543° O              | Mais imagens |
| 73568    | Casa de Almada Negreiros | Arquitectura civil     | Casa                                        | Santo António           | SPL  | 1984 | 38.721035° N 9.154146° O              |              |
| 73569    | Real Fábrica das Sedas | Arquitectura civil     | Fábrica                                     | Santo António           | IIP  | 2002 | 38.719761° N 9.154301° O              |              |
| 73570    | Sinagoga Portuguesa Shaaré Tikvah | Arquitectura religiosa | Sinagoga                                    | Santo António           | IIP  | 2002 | 38.720349° N 9.15321° O               |              |
| 74171    | Teatro Capitólio no Parque Mayer | Arquitectura civil     | Teatro                                      | Santo António           | IIP  | 1983 | 38.718853° N 9.146687° O              |              |
| 74172    | Antiga Igreja do Convento dos Capuchos, cisterna e todas as dependências, incluindo o claustro e a escadaria nobre | Arquitectura religiosa | Igreja                                      | Santo António           | IIP  | 1986 | 38.722445° N 9.142648° O              |              |
| 74173    | Hotel Vitória | Arquitectura civil     | Hotel                                       | Santo António           | IIP  | 1984 | 38.719984° N 9.144633° O              |              |
| 74174    | Edifício na Rua de São José | Arquitectura civil     | Edifício                                    | Santo António           | IIP  | 1974 | 38.72038055° N 9.14420888° O          |              |
| 74175    | Edifícios na Rua de São José (e jardins) | Arquitectura civil     | Conjunto                                    | Santo António           | IIP  | 1977 |                                       |              |
| 74176    | Igreja de São José dos Carpinteiros e edifícios anexos | Arquitectura religiosa | Igreja                                      | Santo António           | IIP  | 1978 | 38.719549° N 9.143168° O              |              |
| 74177    | Cinema Tivoli | Arquitectura civil     | Cinema                                      | Santo António           | IIP  | 1997 | 38.720542° N 9.144976° O              | Mais imagens |
| 155704   | Núcleo principal da Antiga Escola Politécnica ou Antigo Colégio dos Nobres | Arquitectura civil     | Colégio                                     | Santo António           | VC   | 1999 | 38.717872° N 9.15074° O               |              |
| 328966   | Igreja do Sagrado Coração de Jesus | Arquitectura religiosa | n/a                                         | Santo António           | MN   |      | 38.7248868° N 9.1470552° O            |              |
| 340628   | Edifício da Imprensa Nacional - Casa da Moeda ou Palácio Soares e Noronha | Arquitectura civil     | Edifício                                    | Santo António           | VC   |      | 38.71773° N 9.151988° O               |              |
| 4153466  | Cinema Odeon | Arquitectura civil     | Cinema                                      | Santo António           | VC   |      | 38.716916° N 9.141408° O              |              |
| 70861    | Palacete rústico de meados do século XIX | Arquitectura civil     | Palacete                                    | São Domingos de Benfica | VC   | 1994 | 38.746987° N 9.185064° O              |              |
| 71198    | Túmulo de D. João das Regras, na Igreja de São Domingos de Benfica | Arquitectura religiosa | Túmulo                                      | São Domingos de Benfica | MN   | 1910 | 38.74131825° N 9.18058482° O          |              |
| 71199    | Palácio dos Marqueses de Fronteira | Arquitectura civil     | Palácio                                     | São Domingos de Benfica | MN   | 1982 | 38.740086° N 9.180367° O              | Mais imagens |
| 71200    | Capela dos Castros | Arquitectura religiosa | Capela                                      | São Domingos de Benfica | MN   | 1910 | 38.741567° N 9.179753° O              |              |
| 71548    | Edifício na Quinta das Rosas | Arquitectura civil     | Edifício                                    | São Domingos de Benfica | IIM  | 1978 | 38.74421491° N 9.16788295° O          |              |
| 74403    | Quinta da Alfarrobeira | Arquitectura civil     | Quinta                                      | São Domingos de Benfica | IIP  | 1946 | 38.746197° N 9.187901° O              |              |
| 74404    | Palácio do Conde de Farrobo e jardins (conjunto intramuros) | Arquitectura civil     | Palácio                                     | São Domingos de Benfica | IIP  | 2002 | 38.745012° N 9.16933° O               |              |
| 74405    | Igreja de São Domingos de Benfica | Arquitectura religiosa | Igreja                                      | São Domingos de Benfica | IIP  | 1933 | 38.741578° N 9.180878° O              |              |
| 74406    | Bairro Grandela | Arquitectura civil     | Bairro                                      | São Domingos de Benfica | IIP  | 1984 | 38.746335° N 9.183834° O              |              |
| 74407    | Quinta do Beau-Séjour, Quinta das Campainhas ou Palácio do Beau-Séjour | Arquitectura civil     | Quinta                                      | São Domingos de Benfica | IIP  | 1996 | 38.746699° N 9.182812° O              |              |
| 330721   | Pavilhão do Rádio do Instituto Português de Oncologia ou ]]Pavilhão do Rádio do Instituto Português de Oncologia | Arquitectura civil     | Hospital                                    | São Domingos de Benfica | IIP  | 2013 |                                       |              |
| 70588    | Convento da Graça | Arquitectura religiosa | Convento                                    | São Vicente             | MN   | 1956 | 38.716787° N 9.130954° O              |              |
| 70882    | Edifício da Voz do Operário | Arquitectura civil     | Edifício                                    | São Vicente             | VC   | 1987 | 38.715544° N 9.12927° O               | Mais imagens |
| 71016    | Edifício na Rua da Senhora do Monte, nº46, incluindo o jardim | Arquitectura civil     | Edifício                                    | São Vicente             | IIM  | 1996 | 38.71941167° N 9.13223722° O          |              |
| 71213    | Igreja de São Vicente de Fora | Arquitectura religiosa | Igreja                                      | São Vicente             | MN   | 1910 | 38.714607° N 9.127565° O              |              |
| 71214    | Igreja de Santa Engrácia ou Panteão Nacional | Arquitectura religiosa | Panteão                                     | São Vicente             | MN   | 1970 | 38.715021° N 9.124659° O              |              |
| 71685    | Palácio dos Condes de Figueira | Arquitectura civil     | Palácio                                     | São Vicente             | IIP  |      | 38.714613° N 9.131089° O              |              |
| 72302    | Bairro Estrela d'Ouro | Arquitectura civil     | Bairro                                      | São Vicente             | IIP  | 1990 | 38.720019° N 9.130403° O              | Mais imagens |
| 72358    | Capela de Nossa Senhora do Monte | Arquitectura religiosa | Capela                                      | São Vicente             | IIP  | 1933 | 38.719251° N 9.132581° O              | Mais imagens |
| 72359    | Vila Berta | Arquitectura civil     | Vila                                        | São Vicente             | IIP  | 1996 | 38.718045° N 9.129033° O              |              |
| 73459    | Igreja de Nossa Senhora da Porciúncula do Convento dos Barbadinhos ou Igreja do Convento dos Barbadinhos | Arquitectura religiosa | Igreja                                      | São Vicente             | IIP  | 1986 | 38.719073° N 9.119791° O              |              |
| 73460    | Palácio Palha, Palácio Van Zeller ou Palácio Pancas | Arquitectura civil     | Palácio                                     | São Vicente             | IIP  | 1997 | 38.719289° N 9.118349° O              |              |
| 73567    | Estação Elevatória dos Barbadinhos / Museu da Água | Arquitectura civil     | Edifício                                    | São Vicente             |      | 2010 | 38.719883° N 9.119542° O              |              |
| 74472    | Paço de São Vicente ou Mosteiro de São Vicente | Arquitectura religiosa | Paço                                        | São Vicente             | IIP  | 1944 | 38.699316° N 9.181555° O              |              |
| 342157   | Pátio dos Quintalinhos ou Villa Rocha | Arquitectura civil     | Vivenda                                     | São Vicente             | VC   |      |                                       |              |

 Legenda: PM - Património Mundial · MN - Monumento Nacional · IIP - Imóvel de Interesse Público · MIP - Monumento de Interesse Público · CIP - Conjunto de Interesse Público · SIP - Sítio de Interesse Público · IIM - Imóvel de Interesse Municipal · MIM - Monumento de Interesse Municipal · CIM - Conjunto de Interesse Municipal · SIM - Sítio de Interesse Municipal · VC - Em vias de classificação · SPL - Sem proteção legal